# بخش کالاچینسکی
بخش کالاچینسکی (به لاتین: Kalachinsky District) یک منطقهٔ مسکونی در روسیه است که در استان اومسک واقع شده‌است.